# Domingo Álvarez Gómez
Domingo Álvarez Gómez (29 de junio de 1942, Barcelona, España), es un pintor, ilustrador y dibujante de historietas español.

## Trayectoria[1]
Su interés por el arte surgió ya en su infancia, lo que le llevó a acudir a clases nocturnas en una academia privada mientras por el día asistía a la escuela. Con tan sólo 15 años se inició en el mundo de la ilustración a través de la agencia Selecciones Ilustradas. Esta le permitió publicar en el extranjero, especialmente en el mercado británico, para el que dibuja durante la década de 1960, historietas de género bélico y romántico en revistas de las editoriales Fleetway y DC Thomson, tales como Marilyn, Valentine, Roxy, Mirabelle y Commando.
También colabora en España, continuando las series Delta 99 y Gringo. Para el mercado norteamericano dibujó varias historietas de terror durante la primera mitad de los años 70, que se publicaron en las revistas Psycho, Nightmare y Scream, de la editorial Skywald.
Con el tiempo, su obra se fue centrando en la ilustración de portadas de libros y revistas para Gran Bretaña y Escandinavia, con lo que su técnica se va depurando convirtiéndose en un artista consumado.
A partir de 1974 se interesa cada vez más por la pintura artística, con preferencia por las técnicas de óleo y pastel, asiste a clases del Círculo Artístico Sant Lluch y en 1975 confirma su dedicación exclusiva a la pintura, exponiendo por vez primera en la galería Almirall de Barcelona.
Su estilo es figurativo realista y toca diversos temas, pero se centra principalmente en la figura femenina y los paisajes, con una luz reminiscente de maestros como Sorolla.
A comienzos de la década del 2000 retomó la ilustración a petición de la tienda de modelismo ferroviario Trenes Aguiló, para la que creó una serie de pasteles de temática ferroviaria.
En la actualidad sigue trabajando desde su estudio en Cubellas, Barcelona. Está casado y tiene dos hijos.

## Obra como historietista
Publicaciones en el Reino unido
- 1962 Marilyn 2/6/62, 14/7/62, 28/7/62, 4/8/62, 1/9/62

Valentine 29/9/62, 29/12/62,
Roxy 28/7/62, 4/8/62, 6/10/62, 27/10/62
- 1963 Valentine 12/1/63, 2/2/63, 28/3/63, 3/8/63, 24/8/63, 28/9/63

True Life 354
Marilyn 5/1/63
The Truth to Tell 6/4/63-25/5/63
- 1965 Valentine 3/7/65

Valentine, To Know you id to Love you 4/9/65-18/9/65
- 1966 Jackie 119, 121, 144, 147, 161

Valentine 12/2/66, 14/5/66, 28/5/66
- 1967 Jackie 171, 174, 177, 179, 182, 183, 184, 186, 187, 190, 192, 195, 201

Mirabelle 2/12/67, 9/12/67, 16/12/67
Commando 271
- 1968 Jackie 210, 214, 215, 216, 220, 224, 228, 231, 234, 240, 247, 250, 251, 253, 255, 257, 258, 259

Mirabelle 20/1/68, 2/9/68, 21/9/68, 12/10/68, 19/10/68, 30/11/68, 21/12/68
Mirabelle, Ring from a happy 6/7/68-20/7/68
- 1969 Jackie 261, 266, 267, 275, 278, 280, 288, 289, 291, 294, 298, 301, 307, 308, 310

Romeo 10/5/69, 24/5/69, 30/8/69, 6/9/69,
Mirabelle 29/3/69, 12/4/69, 2/8/69
Valentine 30/8/69, 18/10/69, 1/11/69, 8/11/69
- 1970 Jackie 245, 347, 350

Mirabelle 18/8/70, Take 2 boys 30/5/70-?/7/70
Valentine 9/5/70, 29/8/70, 12/9/70, 17/10/70, 7/11/70, 14/11/70, 21/11/70, 28/11/70, 5/12/70, 26/12/70
- 1970-71 Valentine, Halfway Happiness 26/12/70-9/1/71, The Danger Game 8/5/71-29/5/71

- 1971 Jackie 391, 395, 397

Romeo 10/7/71, 27/11/71, 4/12/71, 11/12/71
Valentine 13/2/71, 6/3/71, 29/5/71, 5/6/71, 26/6/71, 30/10/71
- 1972 Jackie 444

Romeo 11/3/72
Valentine 1/1/72, 29/1/72, 4/3/72, 29/4/72

## Exposiciones
- Galería Anglada, Barcelona.
- Galería D´Art, Barcelona.
- Artelista, Barcelona.
- Galería Jann´as 4 M, Barcelona.
- Galería Vell i Nou, Barcelona.
- Art Reproduction Mollori, Barcelona.
- Sala Beltrán, Barcelona.
- Galería Mayte Muñoz, Barcelona.
- Sala de exposiciones "La Caixa". Vilanova i la Geltrú, Barcelona.
- Galería Prisma, Vilanova i la Geltrú, Barcelona.
- Galería Caixa de Manlleu, Vic, Barcelona.
- Galería Dama, Calafell, Tarragona.
- Galería Anticuario, Tarragona.
- Galería El Claustre, Gerona.
- Galería Braulio, Castellón.
- Galería Barmart, Madrid.
- Galería Trazos, Madrid.
- Galería Saraban, Madrid.
- Galería Castelló 120, Madrid.
- PicassoMío Gallery, Madrid.
- Palacio Juan Carlos I, Madrid.
- Galería Alonso, Las Arenas, Bilbao.
- Galería Algorta, Vizcaya.
- Galería Llamas, Bilbao.
- Galería Llamas, Fuenterrabía, Guipúzcoa.
- Galería de Arte Penélope, Palma de Mallorca.
- Galería Borraga, Mallorca.
- Galería Santa María del Mar, Cala d'Or, Mallorca.
- Galería Círculo Bellas Artes, Palma de Mallorca.
- Galería de la Fundación March, Palma de Mallorca.
- Galería Llamas, Palma de Mallorca.
- Galería Segrelles, Valencia.
- Galería de Arte Sorolla, Sevilla.
- Galerista Alicantino, Alicante.
- Galería Llamas, Marbella,Málaga.
- Galería El Clavitro, Almería.
- Galería Rúa 2, Burgos.
- Galería Roma, Montevideo.
- Galería Romanet, París.
- Claridge, París.
- Museé Roybet-Fould-, Coubervois, París
- World Gallery, Londres.
- Galería Sheila Robinson, Nueva York.
- Galería Sogo, Tokio.
- Galería Ifa Shanghái.